# Polská hokejová reprezentace do 20 let
Polská hokejová reprezentace do 20 let je výběrem nejlepších polských hráčů ledního hokeje v této věkové kategorii. Mužstvo je účastníkem skupiny B I. divize juniorského mistrovství světa.
Celkem šestkrát startoval celek v elitní skupině juniorského mistrovství světa, naposledy v roce 1997. Při pěti účastích obsadil poslední příčku a sestoupil. Jedinou výjimku tvořilo mistrovství 1987, když se umístil předposlední a díky diskvalifikaci dvou mužstev za hokejovou rvačku v Piešťanech dokonce oficiálně obsadil páté místo. Pouze dvakrát Poláci vyhráli utkání elitní skupiny MSJ – ve zmíněném roce porazili Švýcarsko (8:3) a v následujícím USA (4:3). Žádný Polák nikdy neobdržel individuální ocenění.

## Účast v elitní skupiněmistrovství světa
| MS       | Místo konání                                         | Umístění           |
| -------- | ---------------------------------------------------- | ------------------ |
| MSJ 1977 | Československo (Banská Bystrica, Zvolen)             | 8. místo (sestup)  |
| MSJ 1985 | Finsko (Helsinky, Turku, Vantaa, Espoo)              | 8. místo (sestup)  |
| MSJ 1987 | Československo (Piešťany, Nitra, Trenčín, Topoľčany) | 5. místo           |
| MSJ 1988 | SSSR (Moskva)                                        | 8. místo (sestup)  |
| MSJ 1990 | Finsko (Helsinky, Turku, Kauniainen, Kerava)         | 8. místo (sestup)  |
| MSJ 1997 | Švýcarsko (Ženeva, Morges)                           | 10. místo (sestup) |

## Individuální rekordy na MSJ
(pouze elitní skupina)

### Celkové
Utkání: 14, pět hráčů (všichni 1987, 1988)
Góly: 4, čtyři hráči
Asistence: 4, Piotr Zdunek (1987) a Włodzimierz Król (1987, 1988)
Body: 8, Piotr Zdunek (1987)
Trestné minuty: 34, Włodzimierz Król (1987, 1988)
Vychytaná čistá konta: 0
Vychytaná vítězství: 1, Włodzimierz Krauzowicz  (1987) a Marek Batkiewicz (1988)

### Za turnaj
Góly: 4, Andrzej Małysiak (1977) a Piotr Zdunek (1987)
Asistence: 4, Piotr Zdunek (1987)
Body: 8, Piotr Zdunek (1987)
Trestné minuty: 25, Marek Adamek (1987)
Vychytaná čistá konta:  0
Vychytaná vítězství:  1, Włodzimierz Krauzowicz  (1987) a Marek Batkiewicz (1988)

## Souhrn výsledků v nižších divizích
B skupina (od roku 2001 I. divize) je druhou kategorií MS, třetí kategorií je C skupina (od roku 2000 II. divize).
| - 1979 – 3. místo v B skupině - 1980 – 2. místo v B skupině - 1981 – 3. místo v B skupině - 1982 – 3. místo v B skupině - 1983 – 3. místo v B skupině - 1984 – 1. místo v B skupině (postup) - 1985 – 1. místo v B skupině (postup) - 1989 – 1. místo v B skupině (postup) - 1991 – 2. místo v B skupině - 1992 – 2. místo v B skupině - 1993 – 6. místo v B skupině - 1994 – 4. místo v B skupině - 1995 – 3. místo v B skupině - 1996 – 1. místo v B skupině (postup) - 1998 – 3. místo v B skupině - 1999 – 2. místo v B skupině - 2000 – 5. místo v B skupině - 2001 – 6. místo v I. divizi - 2002 – 7. místo v I. divizi | - 2003 – 6. místo v jedné ze dvou skupin I. divize (sestup) - 2004 – 1. místo v jedné ze dvou skupin II. divize (postup) - 2005 – 4. místo v jedné ze dvou skupin I. divize - 2006 – 4. místo v jedné ze dvou skupin I. divize - 2007 – 4. místo v jedné ze dvou skupin I. divize - 2008 – 4. místo v jedné ze dvou skupin I. divize - 2009 – 5. místo v jedné ze dvou skupin I. divize - 2010 – 6. místo v jedné ze dvou skupin I. divize (sestup) - 2011 – 1. místo v jedné ze dvou skupin II. divize (postup) - 2012 – 4. místo v B skupině I. divize - 2013 – 1. místo v B skupině I. divize (postup) - 2014 – 6. místo v A skupině I. divize (sestup) - 2015 – 3. místo v B skupině I. divize - 2016 – 2. místo v B skupině I. divize - 2017 – 2. místo v B skupině I. divize - 2018 – 2. místo v B skupině I. divize - 2019 – 2. místo v B skupině I. divize - 2020 – 4. místo v B skupině I. divize - 2021 - nižší divize zrušeny kvůli pandemii koronaviru |

## Hráči v NHL
- Mariusz Czerkawski - MSJ 1990 a B skupina 1991
- Krzysztof Oliwa - MSJ B skupiny B 1992